# Kent Eriksson
Kent Eriksson – szwedzki żużlowiec.
Brązowy medalista młodzieżowych indywidualnych mistrzostw Szwecji (Sztokholm 1975). Ośmiokrotny medalista drużynowych mistrzostw Szwecji: pięciokrotnie złoty (1974, 1978, 1979, 1981, 1982), srebrny (1980) oraz dwukrotnie brązowy (1973, 1976).
Dwukrotny uczestnik szwedzkich eliminacji indywidualnych mistrzostw świata (Vetlanda 1979 – XV miejsce w finale szwedzkim, Linköping 1980 – XI miejsce w półfinale szwedzkim).
W lidze szwedzkiej reprezentował barwy klubu Getingarna Sztokholm (1972–1982). 